# Бад-Грисбах-им-Ротталь
Бад-Грисбах-им-Ротталь (нем. Bad Griesbach im Rottal) — город и городская община в Германии, в Республике Бавария.
Община расположена в правительственном округе Нижняя Бавария в районе Пассау. Население составляет 8407 человек (на 31 декабря 2010 года). Занимает площадь 70,18 км². Официальный код  —  09 2 75 124.
Городская община подразделяется на 6 городских районов.

## Население
По оценке на 31 декабря 2015 года население общины Бад-Грисбах-им-Ротталь составляет 8859 чел. 

| Дата      | 1840 | 1871 | 1900 | 1925 | 1939 | 1950 | 1961 | 1970 | 1987 | 2011 |
| --------- | ---- | ---- | ---- | ---- | ---- | ---- | ---- | ---- | ---- | ---- |
| Население | 4379 | 5131 | 5430 | 5521 | 5275 | 7509 | 6005 | 6182 | 7029 | 8298 |

| Год       | 1960 | 1970 | 1980 | 1990 | 2000 | 2009 | 2010 | 2011 | 2012 | 2013 | 2014 | 2015 |
| --------- | ---- | ---- | ---- | ---- | ---- | ---- | ---- | ---- | ---- | ---- | ---- | ---- |
| Население | 5932 | 6162 | 6411 | 7938 | 8571 | 8448 | 8407 | 8290 | 8399 | 8501 | 8626 | 8859 |